# Cortes de Tortosa (1442)
Las Cortes generales catalanas de Tortosa de 1442 fueron convocadas por la reina María de Castilla como lugarteniente del rey Alfonso el Magnánimo entre el 11 de agosto de 1442 y mayo de 1443. 
El 25 de julio de 1442, los diputados militares y reales, Andrés de Biure y Bernat Sapila, visitaron a la reina para pedirle su intervención ante un potencial ataque del ejército de Carlos VII de Francia en tierras catalanas. La reina convocó las Cortes con protestas de los diputados, ya que no habían sido comunicadas en forma y plazo, además, no trataban del estado del reino sino de un tema específico y, por último, se hacían en la residencia real, lo que limitaba la independencia de la Cámara. Los síndicos de Barcelona se retiraron y la reina envió dos embajadas en convencer a los mismos, sin resultado. En febrero de 1443, la reina fue informada del cambio de política de Francia y prorrogó las Cortes hasta mayo de 1443, si bien no fue necesario reunirse, ya que el ejército francés decidió dirigirse hacia Normandía.
Acabadas las Cortes, el 11 de noviembre de 1443 se eligieron nuevos diputados y oidores de la Generalidad, recayendo en Jaime de Cardona y de Gandía el cargo de presidente.
| Predecesor: Cortes de Lérida de 1440 | Cortes Catalanas 1442 | Sucesor: Cortes de Barcelona de 1446 |